# Saulty
Saulty – miejscowość i gmina we Francji, w regionie Hauts-de-France, w departamencie Pas-de-Calais.
Według danych na rok 1990 gminę zamieszkiwało 666 osób, a gęstość zaludnienia wynosiła 52 osoby/km² (wśród 1549 gmin regionu Nord-Pas-de-Calais Saulty plasuje się na 682. miejscu pod względem liczby ludności, natomiast pod względem powierzchni na miejscu 189.).

## Populacja

Populacja Saulty w latach 1962–2008